# Kiran Rao
Janumpally Kiran Rao (Telengana, 7 de noviembre de 1973) es una cineasta india. Es la esposa del actor de Bollywood Aamir Khan y prima de la actriz Aditi Rao. En 2016, Rao inició la Fundación Paani, una organización sin ánimo de lucro que busca mitigar el daño causado en el estado de Maharashtra por culpa de las sequías.

## Primeros años
Rao nació en Telangana el 7 de noviembre de 1973. En 1992, sus padres decidieron mudarse a la ciudad de Bombay. Se graduó en el Colegio para Señoritas Sophia en 1995 con una especialización en ciencias alimentarias. Más adelante se mudó a Delhi, donde obtuvo una maestría en comunicaciones.

## Carrera
Rao inició su carrera como asistente de dirección en la película épica Lagaan, dirigida por Ashutosh Gowariker, con quien trabajaría nuevamente como asistente en el largometraje Swades: We, the People. Lagaan obtuvo una nominación a los Premios Óscar en la categoría de mejor película de habla no inglesa. Aamir Khan se encargó de producirla y protagonizarla. Antes de su experiencia en Lagaan, Rao había realizado un pequeño rol de reparto en la película Dil Chahta Hai. También trabajó como segunda asistente de dirección en la película de la laureada directora Mira Nair en Monsoon Wedding.
Escribió y dirigió el largometraje Dhobi Ghat, estrenado en enero de 2011 mediante la compañía Aamir Khan Productions. Kiran Rao se encargó de presidir el Festival de Cine de Bombay en 2015.

## Plano personal

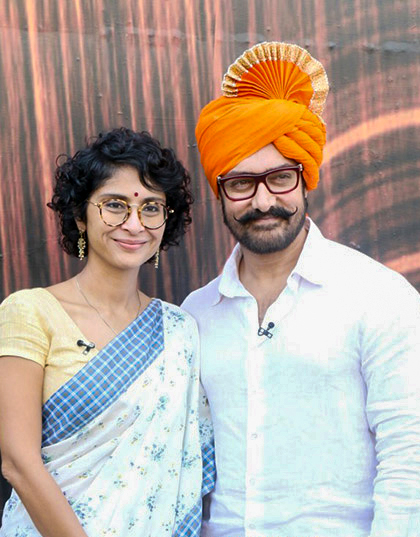
Rao y su esposo Aamir Khan en 2017.

Rao se casó con el famoso actor Aamir Khan en diciembre de 2005, luego del divorcio de Khan y su primera esposa, Reena Dutta, en 2002. Se conocieron en el plató de la película Lagaan, donde Rao ofició como asistente de dirección. En la actualidad viven en Bandra, un suburbio de Bombay. La pareja tiene un hijo, Azad Rao Khan (nacido el 5 de diciembre de 2011). Ha declarado públicamente su ateísmo.

## Filmografía

### Como directora
- Dhobi Ghat (2011)[13]

### Como productora
- Jaane Tu... Ya Jaane Na (2008) (productora asociada)
- Peepli Live (2010)
- Dhobi Ghat (2011)
- Delhi Belly (2011)
- Talaash (2012)
- Dangal (2016)
- Secret Superstar (2017)
- Rubaru Roshni (2019) (documental para televisión)[14]

### Como presentadora
- Ship of Theseus (2013)